# Bistum Timika
Das Bistum Timika (lateinisch: Dioecesis Timikaënsis) ist eine in Indonesien gelegene römisch-katholische Diözese mit Sitz in Timika.

## Geschichte
Das Bistum Timika wurde am 19. Dezember 2003 durch Papst Johannes Paul II. mit der Apostolischen Konstitution Supernum evangelizationis aus Gebietsabtretungen des Bistums Jayapura errichtet und dem Erzbistum Merauke als Suffraganbistum unterstellt.

## Bischöfe
- John Philip Saklil (2003–2019)
- Bernardus Bofitwos Baru OSA (seit 2025)